# Haspa Finanzholding

Logo

Die HASPA Finanzholding ist eine Holdinggesellschaft, die 100 % der Anteile an der Hamburger Sparkasse AG hält und zudem Muttergesellschaft für viele weitere Tochter- und Beteiligungsunternehmen ist. Als geschäftsleitende Holding in der Rechtsform der juristischen Person alten hamburgischen Rechts steht sie heute an der Spitze der HASPA-Gruppe. Aus bankaufsichtsrechtlicher Sicht ist sie eine Finanzholding-Gesellschaft. Die Haspa erzielte im Geschäftsjahr 2010 Umsatzerlöse in Höhe von 1,915 Mrd. Euro.
Die HASPA ist damit ein selbständiges Zweckvermögen, ähnlich einer Stiftung „gehört sie sich selbst“. Sie ist das einzige verbliebene Unternehmen dieser Rechtsform.

## Geschichte
Das operative Bankgeschäft wurde von der damals noch als Hamburger Sparkasse firmierenden HASPA Finanzholding im Wege der umwandlungsrechtlichen Ausgliederung auf die neu gegründete Hamburger Sparkasse AG im Juli 2003 übertragen. Die bisherige Hamburger Sparkasse, eine juristische Person alten hamburgischen Rechts, firmiert seitdem als HASPA Finanzholding und verwaltet im Wesentlichen die zur HASPA-Gruppe gehörenden Beteiligungen.
Am 28. Februar 2012 untersagte das Bundeskartellamt der Haspa Finanzholding die Kooperation und Beteiligung von 25,1 % am Stammkapital der Kreissparkasse Herzogtum Lauenburg mit Sitz in Ratzeburg.

## Unternehmensführung
Der Vorstand der HASPA Finanzholding besteht aus Harald Vogelsang, Axel Kodlin, Jürgen Marquardt, Olaf Oesterhelweg und Birte Quitt. Präses des Verwaltungsrates ist  Burkhard Schwenker.

## Töchter und Beteiligungen
- Hamburger Sparkasse AG (100 %)
- HASPA HanseGrund GmbH
- NM Nord-IMMO Management GmbH & Co. KG
- LBS Bausparkasse Schleswig-Holstein-Hamburg AG (Landesbausparkasse)
- S-Servicepartner Norddeutschland GmbH, Hamburg
- Grossmann & Berger GmbH
- Freie Sparkassen Beteiligungsgesellschaft mbH
- neue leben Holding AG
- Wohnungsunternehmen Fiefstücken GmbH
- HLS Hamburger Logistik Service GmbH
- Haspa Direkt Servicegesellschaft für Direktvertrieb mbH
- Sparkasse zu Lübeck AG (26 % am Grundkapital)[3]
- Sparkasse Mittelholstein AG
- Bordesholmer Sparkasse AG
- neue leben Pensionsverwaltung AG
- Deutsche Sparkassen Leasing AG & Co. KG